# La Roche Longue (Quintin)
Der Menhir La Roche Longue (auch Menhir du Cadrix genannt) steht in den Feldern südlich von Quintin bei Saint-Brieuc im Département Côtes-d’Armor in der Bretagne in Frankreich. 
Der 1862 als Monument historique eingestufte, elegante Menhir aus Granit ist etwa 7 Meter hoch, 2,1 Meter breit und 1,2 Meter dick. Der Stein wird von einer Quarzader durchzogen. 1836 besuchte Prosper Mérimée (1803–1870) das Gelände.
In der Nähe steht die Stele von Kerbrun.
100 Meter westsüdwestlich steht der kleinere, rund 2,5 Meter hohe Menhir des cotes d’en bas.